# Let's Go (film 2014)
Let's Go è un film documentario del 2014, diretto da Antonietta De Lillo, prodotto da marechiarofilm in collaborazione con Rai Cinema, è stato presentato al 32º Torino Film Festival – sezione Diritti & Rovesci, curata dal guest director Paolo Virzì.